# Georges Caussade
Georges Paul Alphonse Emilien Caussade (* 20. November 1873 in Port Louis, Mauritius; † 5. August 1936 in Chanteloup-les-Vignes) war ein französischer Komponist und Musikpädagoge.

## Leben und Wirken
Georges Caussade besuchte das Pariser Konservatorium. Dort erhielt er in der Klasse von Antoine Taudou den Ersten Preis im Fach Harmonielehre und studierte Kontrapunkt und Fuge bei Théodore Dubois. Er unterrichtete ab 1905 am Konservatorium Kontrapunkt und von 1921 bis zu seinem Tod Fuge. 1931 veröffentlichte er das Lehrbuch Technique de l'harmonie. Zu seinen Schülern zählen u. a. Albert Alain, Jehan Alain, Georges Auric, Elsa Barraine, Lili Boulanger, Georges Dandelot, Léon Destroismaisons, Maurice Duruflé, Georges Friboulet, Georges Hugon, Eugène Lapierre, Jeanne Leleu, Gaston Litaize, Léon Manière, Jean Rivier und Marcel Tournier. Als Komponist trat er mit Werken wie dem lyrischen Drama Selgar et Moina und La Légende de Saint George hervor. Er war mit der Pianistin und Komponistin Simone Plé-Caussade verheiratet, die ihm nach seinem Tod als Professorin für Fuge am Pariser Konservatorium nachfolgte.